# Ian Burgess
Ian John David William Burgess Allan (Londra, 6 luglio 1930 – Harrow, 19 maggio 2012) è stato un pilota di Formula 1 inglese.
Per quanto riguarda la Formula 1 ha preso la partenza in 15 occasioni nelle annate tra il 1958 e il 1963, senza riuscire peraltro ad ottenere punti validi per le classifiche iridate, ottenendo come miglior risultato un sesto posto al Gran Premio di Germania 1959 (all'epoca venivano assegnati punti solo ai primi cinque classificati).